# Formalin
Formalin je vodeni rastvor koji sadrži 40% formaldehida, 8% metanola i 52% vode. Metanol u rastvoru sprečava stvaranje polimera prilikom skladištenja i transporta. 
Formalin se upotrebljava u hemijskoj, petrohemijskoj, farmaceutskoj i prehrambenoj industriji kao sirovina za sintezu, sredstvo za dezinfekciju, zaštitno sredstvo, sredstvo za redukciju i sredstvo za očvršćavanje.
Formalin je zapaljiv, ali ima relativno visoko plamište. Grejanjem dolazi do stvaranja para koje sa vazduhom stvaraju eksplozivne smeše.
Pare formalina jako nadražuju oči, kožu, sluzokožu i gornje disajne puteve i otežavaju disanje.